# Montgaudry
Montgaudry (mɔ̃.ɡo.dʁiⓘ) es una población y comuna francesa, situada en la región de Baja Normandía, departamento de Orne, en el distrito de Mortagne-au-Perche y cantón de Pervenchères.

## Demografía
| 195 | 176 | 133 | 120 | 114 | 117 |
| Para los censos de 1962 a 1999 la población legal corresponde a la población sin duplicidades (Fuente: INSEE [Consultar]) |     |     |     |     |     |